# Romeo's Regrets
Romeo's Regrets, è un EP collaborativo tra i rapper statunitensi Lil Peep e Bexey, pubblicato il 14 novembre 2015.

## Antefatti
La copertina dell'album è stata creata da Chase Matheson per Lil Peep, prelevando una scena da Romeo & Juliet del videogioco RuneScape.
Il 3 dicembre 2015, il canale Youtube デーモンAstari pubblica il video ufficiale del brano Repair, modificato da Bexey. Il video vede la partecipazione dei due rapper, integrando alcune scene di Romeo & Juliet da cui è stata prelevata e creata la copertina dell'EP.

## Tracce
1. Repair – 2:36 (testo: Gustav Åhr, Paulie Leparik, George Mejer – musica: Paulie Leparik)
2. Poison – 5:26 (testo: Gustav Åhr, George Mejer – musica: Eric Dingus)
3. Watch – 2:42 (testo: Gustav Åhr, George Mejer – musica: Kryptik)
4. Shelter – 2:49 (testo: Gustav Åhr, George Mejer – musica: Dub A)

## Formazione

### Musicisti
- Lil Peep – voce, testi
- Bexey – voce, testi

### Produzione
- Paulie Leparik – produzione
- Eric Dingus – produzione
- Kryptik – produzione
- Dub A – produzione